# Internetslang
Internetslang ("chattspråk" eller "chattförkortningar") är en jargong med förkortningar och slanguttryck som uppkommit sedan Internets genomslag. Många av uttrycken har dock äldre påbrå, till exempel från Usenet eller från de tidiga hacker-kretsarna, och ännu tidigare från telegrafins förkortningar.
Eftersom engelskan dominerade Internet när dess användning blev allmän, är internetslang kraftigt influerad av engelska. I internetslang kan orden lätt skrivas om med andra likformiga tecken och siffror. Ett uteslutande användande av siffror och andra tecken för att efterlikna bokstäver kallas leetspeak. Till exempel kan LOL (Laugh(ing) Out Loud – skratta(r) högt eller  Lots Of Laugh  - mycket skratt) även skrivas l0l, etcetera. Jargongen kan anses vara en typ av sociolekt, med en gruppskapande funktion.
Enligt det synsättet är det viktigt att behärska och använda internetslang för att uttrycka vem man är och vilken grupp man tillhör, men de som använder jargongen kan istället beskriva dess funktion som att skynda på skrivandet med hjälp av förkortningar bestående av antingen akronymer (till exempel afk för "away from keyboard") eller av ordhärmande bokstavs- eller sifferkombinationer (till exempel cu, cya, "see you", eller cu l8r, "see you later"). Ett annat vanligt uttryck är IRL som står för In Real Life alltså "I verkligheten" eller "i realtid". Ett annat exempel som används mycket ofta är brb (be right back), ett uttryck som åsyftar att man strax är tillbaka. Ytterligare förkortade uttryck är FYI (For Your Information), "för (din) information" och OT (Off-Topic, 'Utanför ämnet' eller 'Avämnes').